# Diecezja Gurk
Diecezja Gurk (potocznie nazywana często diecezją Gurk-Klagenfurtu) – diecezja Kościoła rzymskokatolickiego w południowej Austrii, w metropolii Salzburga. Obejmuje całość terytorium kraju związkowego Karyntia. Została erygowana 6 marca 1071 roku. Historyczną stolicą diecezji było miasto Gurk, gdzie do dziś znajduje się konkatedra diecezjalna. Od 1787 główną siedzibą biskupa pozostaje Klagenfurt. Ze względu na liczną grupę Słoweńców zamieszkałych na terenie diecezji, jako języków liturgicznych używa się zarówno języka niemieckiego, jak i (zwłaszcza w południowej części diecezji) języka słoweńskiego.

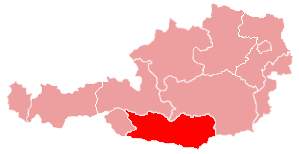
Diecezja na mapie administracyjnej Kościoła w Austrii